# Le Parfum du diable
Pour plus de détails, voir Fiche technique et Distribution.
Le Parfum du diable (La città gioca d'azzardo) est un poliziottesco, réalisé par Sergio Martino, sorti en 1975, avec Luc Merenda, Dayle Haddon, Corrado Pani et Enrico Maria Salerno dans les rôles principaux.

## Synopsis
Luca Altieri (Luc Merenda) est un joueur professionnel qui gagne sa vie en trichant dans des parties de cartes. Il arrive à Milan et débarque dans le tripot clandestin Club 72 ou il empoche une forte somme d'argent grâce à ses talents. Le patron du lieu, le Président (Enrico Maria Salerno), décide de l'embaucher. Luca Altieri fait la rencontre de Corrado (Corrado Pani), le fils du patron. Il s'intéresse surtout à sa femme, Maria Luisa (Dayle Haddon), qu'il séduit. Corrado apprend la nouvelle et décide de se venger de Luca en lui brisant les mains, mais son plan ne se déroule finalement pas comme prévu. Poursuivi par Corrado et ses hommes, Luca et Maria Luisa s'enfuit alors à Nice.

## Fiche technique
- Titre :  Le Parfum du diable
- Titre original : La città gioca d'azzardo
- Réalisation : Sergio Martino
- Assistant-réalisateur : Filiberto Fiaschi
- Scénario : Sergio Martino et Ernesto Gastaldi
- Photographie : Giancarlo Ferrando
- Musique : Luciano Michelini
- Montage : Eugenio Alabiso
- Décors : Giorgio Bertolini
- Costumes : Renato Ventura
- Production : Luciano Martino
- Société(s) de production : Dania Film
- Société(s) de distribution : Medusa Film
- Pays de production :  Italie
- Genre : Action, drame, thriller et poliziottesco
- Durée : 101 minutes
- Date de sortie :
  - Italie : 23 janvier 1975

## Distribution
- Luc Merenda : Luca Altieri
- Dayle Haddon : Maria Luisa
- Corrado Pani : Corrado
- Lino Troisi: le complice de Corrado
- Giovanni Javarone (it) : Lisander
- Salvatore Puntillo (it) : employé de la maison de jeu
- Carlo Alighiero : commissaire de police
- Enrico Maria Salerno : le Président
- Piero Palermini (it) : directeur de la maison de jeu
- Carlo Gaddi : le boss
- Tom Felleghy
- Riccardo Petrazzi (it)